# Ludwig Schlanger
Ludwig Schlanger znany także jako Louis Slanger (ur. 22 grudnia 1904, zm. 16 lutego 2001) – austriacki zapaśnik walczący w stylu klasycznym. Olimpijczyk z Amsterdamu 1928, gdzie zajął czternaste miejsce w wadze piórkowej.

## Letnie Igrzyska Olimpijskie 1928
| Konkurencja          | Rundy eliminacyjne    | Rundy eliminacyjne     | Klas. końcowa |
| Konkurencja          | Przeciwnik I          | Przeciwnik II          | Miejsce       |
| -------------------- | --------------------- | ---------------------- | ------------- |
| 60 kg styl klasyczny | Voldemar Väli (EST) P | Károly Kárpáti (HUN) P | 14.           |